# Рахматова Поляна
Рахматова Поляна — поселок в Мамадышском районе Татарстана. Входит в состав Нижнесуньского сельского поселения.

## География
Находится в центральной части Татарстана на расстоянии приблизительно 27 км на запад по прямой от районного центра города Мамадыш.

## История
Основан в 1920-х годах. Действует лесхоз.

## Население
Постоянных жителей было: в 1938 — 56, в 1970 — 60, в 1979 — 91, в 1989 — 78, в 2002 году 72 (татары 100 %), в 2010 году 61.